# ХК Црвена звезда Куенлуен
ХК Црвена звезда Куенлуен (кин: 昆仑红星; пин. Kūnlún Hóngxīng — Куенлуен хунгсинг) професионални је кинески клуб у хокеју на леду из града Пекинга. Клуб је основан 2016. године, са циљем даље популаризације и ширења хокеја на леду на тлу Кине, а такмичи се у Континенталној хокејашкој лиги (дивизија Чернишов Источне конференције) од сезоне сезоне 2016/17.
Своје домаће утакмице клуб игра на леду дворане ЛеСпортс центар у Пекингу, капацитета 18.000 седећих места, а планирано је и да повремено клуб игра у Шангају.

## Историјат
Дана 17. марта 2016. године руководство Федерације хокеја на леду Кине и Континенталне хокејашке лиге донело је одлуку о оснивању професионалне кинеске екипе која би се такмичила у КХЛ лиги. Идеју о оснивању и прикључењу једног кинеског клуба КХЛ лиги подржао је и председник ИИХФ-а Рене Фазел додајући да се нада да ће то позитивно утицати на даљу експанзију и развој хокејашког спорта у Кини. До 30. априла 2016. одрађени су сви технички детаљи у вези са оснивањем новог клуба, а већ 24. јуна руководство лиге је званично потврдило да ће од сезоне 2016/17. у КХЛ лиги по први пут дебитовати један кинески клуб. Новоосновани клуб добио је име Црвена звезда Куенлуен, а име клуба потиче од имена кинеског планинског ланца Куенлуен.
Прву утакмици у историји кинески тим је одиграо 24. јула 2016, а реч је о пријатељској утакмици против Трактора из Чељабинска. Кинеска екипа је у том мечу поражена са 0:2.
Званичан састав екипе за дебитантску сезону у КХЛ лиги објављен је 5. јула, а прву званичну такмичарску утакмицу кинеска екипа одиграла је 1. септембра у гостима код Амура у Хабаровску остваривши уједно и своју прву победу резултатом 2:1. Четири дана касније одиграли су и прву утакмицу на домаћем леду, забележивши и другу победу у низу, овај пут резултатом 6:3 против Адмирала и Владивостока. 